# Алпин
Алпин (фр. Alpine) је француски произвођач спортских аутомобила i trkaćih automobila. Настали су 1955, основао их је Jean Rédélé. Седиште Алпин у Дјепу и у власништву су Рено групе.

## Модели

### Садашњи модели
- Алпин A110 (2017-)
- Алпин A290 (2024-)
- Алпин A390 (2025)

- Alpine A110
- Alpine A290

### Ранији модели
- Алпин A106 (1955-1961)
- Алпин A108 (1958-1965)
- Алпин A110 (1962-1977)
- Алпин A310 (1971-1984)
- Алпин GTA (1984-1991)
- Алпин A610 (1991-1995)

- Alpine A106
- Alpine A108
- Alpine A110
- Alpine A310
- Alpine GTA
- Alpine A610

### Концепт аутомобила
- Рено Алпин A110-50 (2012)
- Алпин Vision Gran Turismo (2015)
- Алпин Vision (2016)
- Алпин Alpenglow (2022)
- Алпин A290_β (2023)
- Алпин A390_β (2024)

- Renault Alpine A110-50
- Alpine Vision Gran Turismo
- Alpine Vision
- Alpine Alpenglow
- Alpine A290_β
- Alpine A390_β

### Мотоспорт
1. ↑  „Alpine, a brand at the forefront of innovation”. Renault Group.